# Biserica Sfântul Mihail din Hildesheim
Biserica Sfântul Mihail din Hildesheim este un monument înscris în lista patrimoniului universal UNESCO. Edificiul este un exemplu al arhitecturii ottoniene. Partea superioară a edificiului este folosită de comunitatea evanghelică-luterană, iar subsolul de comunitatea romano-catolică, ceea ce face ca acest lăcaș să fie una din puținele biserici simultane care există de la reforma protestantă până în prezent.

## Legături externe
- St Mary's Cathedral and St Michael's Church at Hildesheim / Site-ul oficial UNESCO
- Introduction to the Michaeliskirche (Institutil Hornemann)
- pl  St. Michael's Church, Hildesheim